# Боголюбовка (Харьковская область)
Боголю́бовка (укр. Боголюбівка; до 2016 г. — Жовтне́вое) — село, Александровский сельский совет, Изюмский район, Харьковская область, Украина.
Код КОАТУУ — 6322880502. Население по переписи 2001 года составляет 74 (34/40 м/ж) человека.

## Географическое положение
Село Боголюбовка находится на правом берегу реки Мокрый Изюмец, выше по течению на расстоянии в 3 км расположено село Бугаевка, ниже по течению на расстоянии в 2 км — село Чистоводовка.
Река в этом месте пересыхает.
По селу протекает пересыхающий ручей на котором сделана запруда.

## Экономика
- Молочно-товарная ферма.